# Гокулика
Гокулика (санскр., в будд. традиции — «из рода быка») — школа ветви махасангхика. Возникла в конце III в. до н. э., отстаивая достоверность махаяна-сутр, что привело к её выделению из махасангхики.
Основное положение её учения формулировалось как «сансара — лишь пепел» (отсюда и ещё одно именование — куккулакатха, или «рассуждение о горячем пепле»). В отличие от махасангхиков гокулики считали авторитетной лишь Абхидхарма-питаку, полагая, что изучение Сутра-питаки препятствует достижению высшей цели. Гокулики отказывались от проповеди и тем самым от миссионерской деятельности, вели уединенный, аскетический и созерцательный образ жизни.
Самым известным центром Гокулики был во II в. н. э. в Джамалпуре (один из крупных районов Матхуры). Эта религиозная школа перестала существовать в период между IV и IX веком нашей эры.